# خرافة قومية

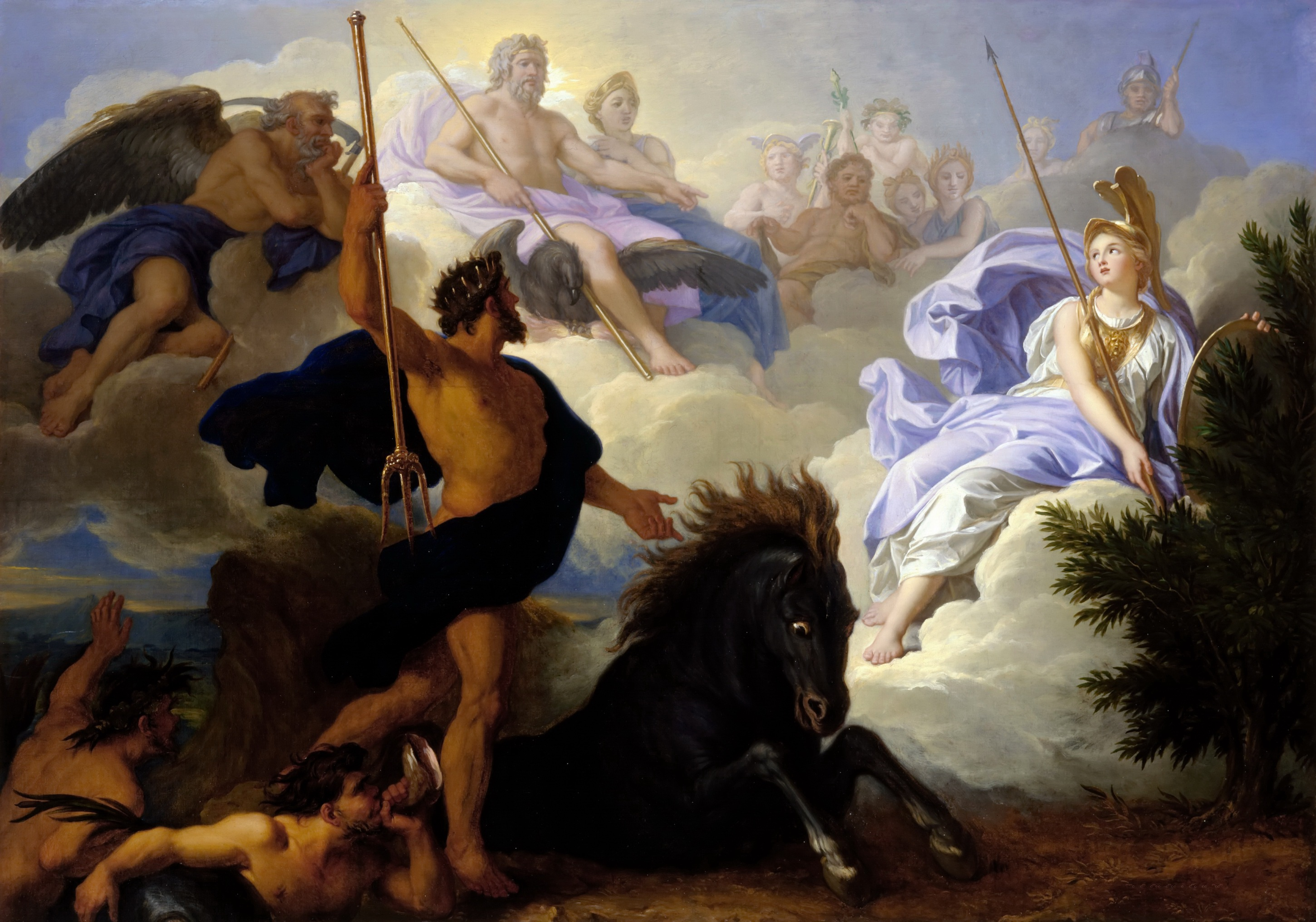
نزاع مينيرفا ونبتون (ح .1689 أو 1706) بريشة رينيه أنطوان هواس، تصور الأسطورة التأسيسية لأثينا.

 خرافة قومية  هي سرد ملهم لماضي الأمة. غالباً ما يكون لهذه الأساطير رمزية روحية تهدف إلى تأكيد مجموعة من الخصال القومية. قد تتخذ الخرافة القومية صيغة الملحمة أو يتم دمجها في الدين المدني. هذه الخرافة عادة ما تبالغ في سرد الأحداث الواقعية، وتتطور إلى ميثولوجيا أسطورية تحظى باحترام أفراد الأمة. في بعض الحالات، قد تكون مختلقة بالكامل ولكنها تحوي معاني رمزية مهمة للأمة. يتضمن الفلكلور القومي لعديد من الأمم أسطورة أصل قد تنطوي على قصة حرب استقلال. وفي بعض الأمم، تتخذ الخرافات القومية طابعاً دينياً أو روحياً يعيد قصة تأسيس الدولة أو الأمة إلى إله أو أكثر وكائنات أخرى خارقة للطبيعة. حبكت الخرافات القومية من مثقفين قوميين بهدف التحشيد السياسي والذي غالباً ما يتخذ أشكالاً إثنية.
في بعض الأماكن، قد تكون الخرافة القومية ذات طابع روحي وتشير إلى قصص تأسيس الأمة على يد إله أو عدة آلهة أو قادة تفضلهم الآلهة أو كائنات أخرى خارقة للطبيعة.
تخدم الخرافات القومية العديد من الأغراض الاجتماعية والسياسية. غالبًا ما توجد الخرافات القومية فقط لغرض الدعاية التي ترعاها الدولة. في الديكتاتوريات الشمولية، قد يُمنح القائد تاريخًا أسطوريًا خارقًا للطبيعة من أجل جعله يبدو شبيهًا بالله وقويًا للغاية (انظر أيضًا عبادة الشخصية). ومع ذلك، فإن الخرافات القومية موجودة في كل مجتمع. في الأنظمة الليبرالية يمكن أن تخدم غرض إلهام الفضيلة المدنية والتضحية بالنفس، أو تعزيز قوة الجماعات المهيمنة وإضفاء الشرعية على حكمها.

## الخلفية
وضع المفكرون الوطنيون الخرافات القومية ونشروها، واستخدموها كأدوات للتعبئة السياسية على أسس ديمغرافية مثل الإثنية.

### خلفية اجتماعية
يرتبط مفهوم الهوية القومية ارتباطًا وثيقًا بالخرافات. تشكل مجموعة الخرافات جوهر كل هوية إثنية. يعتقد بعض العلماء أن الهويات القومية، المدعومة بتاريخ مختلق، لم تُبنَ إلا بعد ظهور الحركات والأيديولوجيات القومية. جميع الهويات القومية الحديثة سبقتها حركات قومية. على الرغم من استخدام مصطلح «أمة» في العصور الوسطى، فإنه عادةً ما يكون ذا معنى إثني ونادرًا ما يشير إلى الدولة. أما في عصر القومية، ارتبطت بالجهود الرامية إلى إنشاء دول قومية.

### خلفية نفسية
إلى جانب خلفيتهم الاجتماعية، تمتلك الخرافات القومية أيضًا تفسيرًا نفسيًا مرتبطًا بالخرافات القومية عن مجتمع الوطن المستقر. يمكن أن يؤدي تعقيد العلاقات داخل العالم الخارجي الحديث وعدم اتساق العالم النفسي الداخلي إلى القلق الذي يتضاءل بسبب التسمية الذاتية الثابتة والبناء الذاتي واكتساب شعور خيالي بالاستقرار.

## طرق الميثوبيا
غالبًا ما اعتمد صنع الأساطير التقليدية على رواة القصص الأدبيين -وخاصة الشعراء الملحميين. اعتمدت الثقافة الإغريقية القديمة على إلياذة هوميروس الأيوني كمسوغ لوحدتها النظرية، وألف فيرجيل (70-19 قبل الميلاد) الإنيادة لدعم التجديد السياسي وإعادة توحيد العالم الروماني بعد حروب أهلية طويلة. ساهمت أجيال من كتّاب العصور الوسطى (في الشعر والنثر) في مجموعة مادة بريطانيا الآرثرية، وتطوير ما أصبح محورًا للقومية الإنجليزية من خلال تبني جوهر الكلتية بريطانية. ألف كامويس (نحو 1524 - 1580) ملحمة شعرية وطنية للبرتغال بعنوان اللوسياد عندما كان في ماكاو، وألف فولتير الهنرياد في محاولة منه لكتابة عمل مشابه يحكي عن التاريخ الأسطوري الفرنسي في عام 1723. جاءت أوبرا فاغنر لتعزيز الحماس القومي الألماني.